# Fonderie de Bretagne
La Fonderie de Bretagne (FDB) anciennement Société bretonne de fonderie et mécanique (SBFM), est une société créée en 1966 par la régie Renault à Caudan, près de Lorient. L'entreprise est cédée en 1998 par Renault au groupe italien Teksid, puis est à nouveau vendue en 2006 au groupe italien Zen. L'entreprise dépose son bilan en novembre 2008 et est reprise en septembre 2009 par Renault qui décide d'en changer le nom, la SBFM devient la Fonderie de Bretagne (FDB).
Le 3 novembre 2022, Renault Group a vendu 100% du capital de la société Fonderie de Bretagne à Callista, une société allemande.
La Fonderie de Bretagne est maintenant un fournisseur de pièces pour Renault Group et d’autres entreprises.

## Création de la SBFM
Créée en 1966 par la régie Renault, la SBFM est l'héritière des Forges d'Hennebont qui ont déposé leur bilan en 1963 et ont définitivement fermé en 1966. La SBFM, qui compte jusqu’à 1 600 salariés au début des années 1980, embauche d'ailleurs 300 anciens salariés des Forges.
La SBFM reprend progressivement les activités des fonderies installées à Billancourt. C’est une fonderie très spécialisée, dotée d’un équipement technique et industriel moderne. Elle fabrique des pièces en fonte GS  et de fonte malléable pour voitures, camions, tracteurs et machines-outils.
Renault est, jusqu’en 1998, l'actionnaire principal de l'entreprise, à hauteur de 99 %. Renault est également le client principal en absorbant 70 % de la production.

## Renault cède l'usine
L'entreprise est cédée en 1998 par Renault au groupe Teksid, actionnaire italien de la branche fonderie de Fiat.
La SBFM est à nouveau vendue en août 2006 au groupe italien Zen, spécialisée dans les pièces mécaniques pour poids lourds et machinisme agricole et dirigé par Florindo Garro,, spécialisé dans le rachat de fonderies en difficultés.
En 2007, l'entreprise ne compte plus qu'un peu plus de 600 salariés.
L'entreprise dépose son bilan en novembre 2008. L'usine comporte alors 550 salariés.
C'est le tribunal de commerce de Lyon qui statue sur le devenir de la SBFM, ainsi que sur les autres sociétés du groupe Zen France : Rencast dans le Rhône qui emploie plus de 900 personnes, Fabris à Châtellerault qui emploie 380 salariés et l'entreprise lyonnaise Florence et Peillon qui emploie 400 personnes. Florindo Garro prévoit de présenter un plan de continuation des activités aux constructeurs automobiles et à l'administrateur judiciaire.
En décembre 2008, le couperet tombe, redressement judiciaire et plan de licenciements sont décidés.
Le tribunal de commerce de Lyon ouvre en mars 2009 un plan de cession de l'entreprise. La SBFM reste en redressement judiciaire. Les candidats ont jusqu'au 30 avril 2009 pour déposer leurs dossiers de reprise avec des propositions de relance industrielle et de mesures sociales.

## Retour de l’actionnaire historique
En septembre 2009, l'espoir renaît, l'actionnaire historique Renault rachète l'entreprise et décide d'en changer le nom, la Société bretonne de fonderie et mécanique devient la Fonderie de Bretagne (FDB),.
Les représentants du groupe Renault, les élus régionaux, du département et du pays de Lorient se mettent d'accord sur trois points : la rénovation de l'outil industriel, l'emploi et la propriété du foncier (bâtiments et terrain de l'ex-SBFM) à Caudan.
Renault décide d'investir 85 millions d'euros d'investissement de 2011 à 2016 dans l'usine. « 39 millions ont déjà été engagés depuis 2009 » a précisé Gérard Leclercq, directeur des fabrications et de la logistique. « 34 millions seront consacrés à la mise en place d'une nouvelle ligne de production. Elle sera opérationnelle en 2014, pour tourner à pleine cadence en 2015. ».
Le 20 mai 2020 durant la crise sanitaire du Covid-19, nouvelle douche froide, l'hebdomadaire « le Canard Enchaîné » révèle que le groupe Renault en difficulté financière envisagerait de fermer quatre de ses sites de production en France, dont celui de la Fonderie de Bretagne à Caudan .
Les employés entament un mouvement social pour tenter d'éviter la fermeture du site de Caudan. La direction annonce que le site ne fermera pas fin mai 2020,.

## Un nouveau repreneur en 2022
En juillet 2022 un repreneur, un fonds d'investissement allemand, "Callista Private Equity", reprend la fonderie de Bretagne de Caudan pour un euro symbolique.
En juin 2023, le député Jean-Michel Jacques envisage la possibilité de fabrication d'obus de mortier sur le site.
En décembre 2024, un rassemblement de 600 personnes est organisé pour défendre le site de Caudan alors que FDB est en négociations avec Private Assets, un fonds d'investissement allemand, pour poursuivre les activités alors que la menace d'une fermeture est toujours présente. 95 % du chiffre d'affaires de FDB dépend des activités de Renault. Début janvier, une partie des salariés sont placés en activité partielle, et le 15 janvier 2024, l'entreprise est déclarée en cessation de paiement, alors qu'aucun accord entre Renault et Private Assets n'a été trouvé,.
En mars 2025, la direction annonce avoir reçu deux offres de reprise, dont une, très complète, portée par le groupe Europlasma.

## Données financières
|                                           | 2015  | 2016  | 2017  | 2018  | 2019 |
| ----------------------------------------- | ----- | ----- | ----- | ----- | ---- |
| Chiffre d'affaires en millions d'euros    | 61    | 58    | 46    | 48    |      |
| Résultat net en millions d'euros (+ ou -) | -14,4 | -21,7 | -21,7 | -25,3 |      |
| Effectif moyen annuel                     | 451   | 411   | 416   | 405   | 385  |

### Vidéographie
- ORTF, « Fermeture des forges d'Hennebont », sur fresques.ina.fr, Institut national de l'audiovisuel, 13 février 1967 (consulté le 15 mars 2015) (43 secondes) [vidéo]